# Großglockner Gletscherbahn
Großglockner Gletscherbahn er en kabelbane, der går fra Franz Josefs Höhe ved Großglockner-Hochalpenstraße og ned til Pasterze-gletsjeren, Østrigs største gletsjer.

## Historie
Großglockner Gletscherbahn er bygget ovenover den store gletsjer og med Østrigs højeste bjerg, Großglockner, (3.797 m.o.h.) lige overfor. I vore dage er den store gletsjer ca. 9 kilometer lang, men i løbet af de seneste 125 år har gletsjeren nedsmeltet så meget, at den i dag i forhold til dengang er 1 kilometer kortere foruden at den har mistet 100 meter i højden.
Banen når til det punkt, hvor gletsjeren ved banens anlæg i 1956 nåede. I mellemtiden er gletsjeren smeltet så meget, at der nu fører en 300 meter lang trappe videre ned til gletsjeren fra banens endestation (dalstation).

## Banetype
Banen er en et-sporet smalsporsbane. De to vogne mødes midtvejs på et vigespor. Banen er konstrueret således, at vægten af den øverste vogn er med til at trække den nederste vogn op, godt hjulpet af en elektromotor.

## Stationerne

### Topstationen
Kabelbanens topstation ligger ved Franz Josefs Höhe, der ligeledes er et godt udgangspunkt for klatrere og vandrere. Franz Josefs Höhe er et 1.000 m² stort besøgscentrum med restaurant, café, kiosk, toiletfaciliteter o.m.a. Billetter til Großglockner Gletscherbahn købes også her. Der er masser af parkeringsmuligheder på stedet.

### Dalstationen
Den nederste af banens to stationer (dalstationen) rummer ingen faciliteter og der er knap nok mulighed for at krybe i læ i tilfælde af dårligt vejr.

## Vognene
Der er to vogne på banen.

Hver vogn er bygget med tre kupeer/niveauer af hensyn til banens stejle hældning.

## Specifikationer
- Påbegyndt anlæg af banen: 1956
- Ibrugtagning af banen: 1963
- Niveau dalstationen: 2.212 m.o.h.
- Niveau topstationen: 2.356 m.o.h.
- Banens længde: 212 meter
- Niveauforskel fra top til bund: 144 meter
- Maximale stigning: 95,5 %
- Gennemsnitlige stigning: 84 %
- Trækkablets tykkelse: 26 mm
- Kørehastighed: 2 m/s
- Max. last pr. vogn: 7.240 kg
- Max passagerantal pr. vogn: 32 personer
- Motoreffekt: 80 kW

## Links
- Großglockner Gletscherbahn på 'Funimag'
- Banen på Lift-World

47°4′11.25″N 12°46′8.28″Ø / 47.0697917°N 12.7689667°Ø